# Datagram Congestion Control Protocol
Datagram Congestion Control Protocol (DCCP), ou Protocolo de Controle de Congestionamento de Datagramas, é um protocolo de redes de computadores da camada de transporte  que se encontra em desenvolvimento pelo IETF. DCCP é um novo protocolo da camada de transporte que implementa conexões bidirecionais unicast, controle de congestionamento nao-confiavel de datagramas.

## Recursos
- Orientado a conexão;
- Transporte não confiável;
-Preserva limite de mensagem;
- Entrega não ordenada;
- Dados checksum;
- Checksum tamanho 16 bits;
- Parcial checksum;
- Path MTU;
- Controle de Congestionamento.

## Características
- Mecanismos de comunicação ECN que avisam a perda de pacotes e informações;
- Mecanismos que verificam com alta confiabilidade o envio de pacotes de dados, até chegar ao receptor, e se esses pacotes foram
 marcados com ECN, corrompidos, ou caiu no buffer de recepção;
- Mecanismos que permitem que os servidores evitem a tentativa de conexões nao reconhecidas e conexões ja terminadas;
- Incorpora o controle de congestionamento o ECN (Explicit Congestion Notification [RFC3168] e o ECN Nonce [RFC3540].
- Handshakes para conexões segura, configuração e desmontagem.
O DCCP é destinado para aplicações que usam grandes transferência de dados.O DCCP também e destinado para aplicações que usam Streaming de Audio que podem se beneficiar do controle sobre as tensões entre o atraso e a ordem de entrega.Já o TCP, não é adequado para estas aplicações, no TCP a entrega e o controle de congestionamento pode causar longos atrasos. Já o UDP evita atrasos, mas quem usam UDP deve fazer o controle de congestionamento por conta própria. O DCCP fornece um controle de congestionamento por conta própria. O DCCP fornece um controle de congestionamento, ECN, incluindo suporte para fluxos nao confiável de datagramas, e evita atrasos que acontecem no TCP. Ele também implementa a configuração da conexão confiável, subdivisão, e apresenta handshakes.

## Segurança
O DCCP prevê qualquer proteção contra ataques que possa bisbilhotar uma conexão em andamento, ou quem pode adivinhar sequências de números válidos de outras maneiras. Aplicações que desejarem segurança mais forte ainda devem usar o IP sec [RFC2401].